# Crate 'n Burial (CSI)
«Crate 'n Burial», titulado en español «Cajón y entierro», es el tercer episodio la primera temporada de la serie de televisión estadounidense de la CBS, CSI: Crime Scene Investigation, que se desarrolla en Las Vegas, Nevada. Fue estrenado el 20 de octubre de 2000.

## Argumento
Laura Garris ha sido secuestrada y enterrada viva . En la residencia de Garris , Brass intenta disuadir al marido de Laura , Jack, del pago del rescate, mientras Grissom y Nick analizan el mensaje grabado para las pruebas. Al darse cuenta de que hay una brecha de silencio y un zumbido de baja frecuencia, especulan que Laura está enterrada en el desierto cerca líneas de alta tensión. Sara hace un recorrido por la casa y ve a numerosos signos de lucha. Cuando Grissom se une a ella , él nota tierra en la alfombra del dormitorio y un pañuelo empapado con halotano en el jardín.
Un análisis del tierra de la casa de Garris revela que hay restos de oro y cianuro, una combinación se encuentran comúnmente en minas de oro. Grissom y Sara buscan en el desierto con una cámara infrarroja y encuentran una imagen radiante de un cuerpo bajo tierra. Ellos desesperadamente cavan hasta descubrir a Laura.
Jack Garris es disuadido de pagar el rescate, por lo que Brass va al lugar de encuentro . Cuando un joven se recupera la bolsa con el dinero, la policía lo atrapa.
Cuando Grissom entrevista a Laura Garris en el hospital, ella dice que recuerda haber sido agarrada por atrás en el pasillo de su casa y tener algo que fue puesto en la boca, pero que no puede recordar nada de su agresor. Grissom le pide una muestra de ADN para comparar con la cinta utilizadad para silenciarla y le dice que la camioneta que pertenece al hombre atrapado en la escena del secuestro, Chip Rundle, el entrenador personal de Jack Garris. Brass le dice a Rundle que sus huellas dactilares se encontraron en el cofre improvisado de Laura
Garris. Rundle explica que había ayudado a Jack a mover algunas cajas. Brass libera a Rundle grabará el interrogatorio para usarlo como una comparación vocal para el mensaje de rescate.
El laboratorio de AV empareja la voz de Rundle con la voz en el mensaje de rescate. Después de encontrar mechones de pelo en el asiento del copiloto de la camioneta de Rundle, Sara pide a Grissom que la ayude a reconstruir el secuestro de Laura. Ella observa que las fibras de la piel de oveja que cubre el asiento se encontraron en la parte posterior de las mangas de Laura, que sólo podría haber ocurrido si Laura estaba sentada en posición erguida como un pasajero normal. Un análisis de sangre confirma que Laura nunca ingierió halotano. Los CSI de dan cuenta de que Laura era cómplice de su propio "secuestro".
Laura persistentemente niega cualquier relación con Rundle. Sara dice que organizó el secuestro como parte de un plan para huir juntos con una parte de la fortuna de Jack. Nick tiene una versión más clara de la grabación de rescate para Jack ; en ella, se oye a Laura decir a Chip " ¡Rápido! ". Laura es arrestada.
Catherine y Warrick son asignados al perturbante caso de una joven atropellada, Renda Harris. La única evidencia que encuentran, sin embargo, es un rasguños en común entre la pintura del auto y el scooter de la chica, por lo que vuelven al laboratorio. En la autopsia, la doctora Williams les muestra una impresión de una parcial de un número de placa que se hace visible en un moretón en el cuerpo de la muchacha.
Un golpe en el número de matrícula parcial lleva a Catherine y Warrick a la casa de Charles Moore, un cortés señor de setenta y tres años de edad . Afirma que su automóvil fue robado, pero una búsqueda de la casa revela el auto estuvo en el garaje. Moore confiesa que él estaba detrás del volante, que vio Renda en medio de la carretera, pero accidentalmente apretó el acelerador en lugar del freno.
Catherine y Warrick examinan el auto de Moore y se dan cuenta del asiento del conductor está demasiado cerca para su altura y que la radio del auto está en una estación de hip-hop y a todo volumen . Le preguntan a Moore si alguien más conduce su automóvil, justo su nieto, James, entra. Moore admite que después de golpear Renda, se había golpeado la cabeza y pidió a James que lo llevara a casa , pero Catherine ni Warrick creen su historia.
Catherine busca a fondo en el auto de Charles Moore y encuentra un pequeño trozo de diente incrustado en el volante, el diente pertenece a James. James es arrestado y Charles es liberado. Un comprensivo y simpático Warrick acompaña a James y ofrece asesoramiento antes de ser detenido. Warrick también escribe su número de celular en la mano de James y le dice que ponga en contacto con él en caso de que aparezcan problemas.

## Continuidad
- James, el joven de este episodio vuelve a aparecer en «Día de evaluación» pidiendo ayuda.
- El episodio «Peligro sepulcral», escrito y dirigido por Quentin Tarantino, utiliza un argumento parecido.